# Mucuna mollis
Mucuna mollis är en ärtväxtart som först beskrevs av Carl Sigismund Kunth, och fick sitt nu gällande namn av Dc. Mucuna mollis ingår i släktet Mucuna och familjen ärtväxter. Inga underarter finns listade i Catalogue of Life.